# Рецептори стероїдних гормонів
Рецептори стероїдних гормонів знаходяться в ядрі, цитозолі, а також на плазматичній мембрані клітин-мішеней. Зазвичай вони є внутрішньоклітинними рецепторами (як правило, цитоплазматичними або ядерними) і ініціюють трансдукцію сигналу для стероїдних гормонів, що призводить до змін в експресії генів протягом періоду від годин до днів. Найкраще вивчені рецептори стероїдних гормонів є членами підродини ядерних рецепторів 3 (NR3), які включають рецептори естрогену (група NR3A) і 3-кетостероїдів (група NR3C). На додаток до ядерних рецепторів, кілька G-білокспряжених рецепторів та іонних каналів діють як рецептори клітинної поверхні для певних стероїдних гормонів.
Рецептор стероїдного гормону — це білкова молекула, розташована або в цитоплазмі клітини, або в ядрі, яка специфічно зв'язується зі стероїдними гормонами, такими як естроген, прогестерон і тестостерон, що призводить до активації або пригнічення експресії генів і наступних клітинних відповідей. Ця взаємодія має вирішальне значення для опосередкування фізіологічних ефектів стероїдних гормонів у різних тканинах і органах тіла.

## Типи
Рецептори стероїдних гормонів можна класифікувати на кілька типів на основі їх специфічних лігандів і функцій:
1. Естрогенові рецептори (ER): Існує два підтипи, ERα і ERβ, які зв'язуються з гормоном естрогеном. Вони регулюють експресію генів у відповідь на естроген, відіграючи важливу роль у репродуктивних тканинах, метаболізмі кісткової тканини та здоров'ї серцево-судинної системи.
2. Рецептори прогестерону (PR): зв'язуються з гормоном прогестероном і регулюють експресію генів у відповідь на його сигналізацію. Вони мають вирішальне значення для різних репродуктивних процесів, включаючи менструацію, вагітність і розвиток молочних залоз.
3. Андрогенові рецептори: ці рецептори зв'язуються з андрогенами, такими як тестостерон і дигідротестостерон (ДГТ). Вони відіграють ключову роль у розвитку та роботі чоловічих репродуктивних органів, а також у вторинних статевих ознаках і зростанні м'язів.
4. Глюкокортикоїдні рецептори (GH): зв'язуються з глюкокортикоїдами, такими як кортизол, і регулюють експресію генів у відповідь на стрес і метаболічні сигнали. Вони беруть участь у таких процесах, як імунна відповідь, обмін речовин та адаптація до стресу.
5. Мінералокортикоїдні рецептори (MR): переважно зв'язуються з мінералокортикоїдами, такими як альдостерон, і регулюють електролітний баланс та артеріальний тиск, контролюючи транспортування іонів в епітеліальних клітинах нирок та інших тканинах.

### Ядерні рецептори
Усі стероїдні рецептори родини ядерних рецепторів є факторами транскрипції. Залежно від типу рецептора, вони або розташовані в цитозолі та переміщуються до ядра клітини після активації, або залишаються в ядрі, очікуючи, поки стероїдний гормон увійде та активує їх. Цьому поглинанню в ядро сприяє сигнал ядерної локалізації (NLS), який знаходиться в шарнірній області рецептора. Ця ділянка рецептора вкрита білками теплового шоку (HSP), які зв'язують рецептор до появи гормону. Після зв'язування гормоном рецептор зазнає конформаційних змін, що вивільняє HSP, і рецептор разом із зв'язаним гормоном потрапляє в ядро для дії на транскрипцію.

#### Структура
Внутрішньоклітинні рецептори стероїдних гормонів мають спільну структуру з чотирьох одиниць, які є функціонально гомологічними, так званих «доменів»:
1. Варіабельний домен: Він починається на n-кінці і є найбільш змінним доменом між різними рецепторами.
2. ДНК-зв'язуючий домен: Цей центрально розташований висококонсервативний ДНК-зв'язуючий домен (DBD) складається з двох неповторюваних глобулярних мотивів[3], де цинк координується з чотирма цистеїновими залишками і не містить гістидин. Їх вторинна і третинна структура відрізняється від структури класичних цинкових пальців.[4] Ця область контролює, який ген буде активований. У ДНК він взаємодіє з елементом гормональної відповіді (HRE).
3. Шарнірна область: Ця область контролює переміщення рецептора до ядра.
4. Домен, що зв'язує гормони: помірно консервативний лігандзв'язуючий домен (LBD) може включати сигнал ядерної локалізації, амінокислотні послідовності, здатні зв'язувати шаперони, і частини кордонів димеризації. Такі рецептори тісно пов'язані з шаперонами (а саме білками теплового шоку hsp90 і hsp56), які необхідні для підтримки їхньої неактивної (але сприйнятливої) цитоплазматичної конформації. В кінці цього домену знаходиться C-термінал. Кінцева частина з'єднує молекулу з її парою в гомодимері або гетеродимері. Це може вплинути на масштаб реакції.

#### Механізм дії

##### Геномний
Залежно від механізму дії та внутрішньоклітинного розподілу ядерні рецептори можна класифікувати принаймні на два класи. Усі ядерні рецептори, які зв'язують стероїдні гормони, класифікуються як рецептори типу I. Лише рецептори типу I мають білок теплового шоку (HSP), пов'язаний з неактивним рецептором, який вивільняється, коли рецептор взаємодіє з лігандом. Рецептори типу I можуть бути знайдені в гомодимерних або гетеродимерних формах. Ядерні рецептори II типу не мають HSP і на відміну від класичних рецепторів I типу розташовані в ядрі клітини.
Вільні (тобто незв'язані) стероїди потрапляють в цитоплазму клітини і взаємодіють з їхнім рецептором. У цьому процесі білок теплового шоку дисоціює, і активований комплекс рецептор-ліганд транслокується в ядро. Це також пов'язано з EAAT.
Після зв'язування з лігандом (стероїдним гормоном) стероїдні рецептори часто утворюють димери. У ядрі комплекс діє як фактор транскрипції, посилюючи або пригнічуючи транскрипцію певних генів завдяки дії на ДНК.
Рецептори ІІ типу розташовані в ядрі. Таким чином, їхні ліганди проходять через клітинну мембрану і цитоплазму і потрапляють в ядро, де вони активують рецептор без вивільнення HSP. Активований рецептор взаємодіє з елементом гормональної відповіді, і процес транскрипції ініціюється, як і з рецепторами типу I.

##### Негеномний
Показано, що рецептор альдостерону клітинної мембрани підвищує активність базолатеральної Na/K-АТФ-ази, натрієвих каналів ENaC і калієвих каналів ROMK основної клітини в дистальному канальці та кортикальній збірній протоці нефронів (а також у товстій кишці та, можливо, в потових залозах).
Є деякі докази того, що певні рецептори стероїдних гормонів можуть простягатися через ліпідні двошарові мембрани на поверхні клітин і можуть взаємодіяти з гормонами, які залишаються поза клітинами.
Рецептори стероїдних гормонів також можуть функціонувати поза ядром і з'єднуватися з цитоплазматичними білками трансдукції сигналу, такими як PI3k і Akt кіназа.